# Општина Шоими (Бихор)
Шоими (рум. Şoimi) општина је у Румунији у округу Бихор.
Oпштина се налази на надморској висини од 220 m.